# Торреіглесіас
Торреіглесіас (ісп. Torreiglesias) — муніципалітет в Іспанії, у складі автономної спільноти Кастилія-і-Леон, у провінції Сеговія. Населення — 362 особи (2010).
Муніципалітет розташований на відстані близько 80 км на північ від Мадрида, 18 км на північний схід від Сеговії.
На території муніципалітету розташовані такі населені пункти: (дані про населення за 2010 рік)
- Лосана-де-Пірон: 80 осіб
- Отонес-де-Бенхумеа: 81 особа
- Торреіглесіас: 201 особа

## Демографія
Динаміка населення (INE ):